# Florian Chapeau
Pour les articles homonymes, voir Chapeau.
Florian Chapeau, né le 12 novembre 2002 à Pontoise est un coureur cycliste handisport français, en catégorie MC2 (Hémiplégie modérée).

## Biographie
Florian Chapeau naît avec un handicap moteur sur tout le côté droit de son corps. Atteint d'hémiparésie, il pratique le cyclisme dès l'âge de 5 ans et participe aux compétitions avec le club La Motte-Servolex Cyclisme parmi les valides. Ses parents créent l'association Sport'dif paracyclisme sur la commune du Montcel.
Il intègre le comité Handisport de Savoie, mais refuse de rejoindre le pôle espoir paracyclisme de la Fédération handisport situé à Urt (Pyrénées-Atlantiques) pour poursuivre ses études au sein du lycée agricole de Reinach à La Motte-Servolex puis au CFA-MFR Les Dronières à Cruseilles.
En 2019, il est champion de France MC3 sur route et vice-champion sur piste en poursuite, médaille de bronze au contre-la-montre. Il participe à ses premiers championnats du monde en 2022 lors des mondiaux sur piste de paracyclisme 2022 à Saint-Quentin-en-Yvelines sans parvenir à monter sur le podium (4e du kilomètre / 5e de l'omnium / 6e de la poursuite individuelle / 6e du scratch / 7e 200m lancé) ; lors des mondiaux sur route à Baie-Comeau, il est médaillé d'argent en course en ligne C2 et termine 5e en contre-la-montre. Il est vainqueur du classement général de la Coupe du Monde 2022 MC2.
En 2023, il devient champion du monde en scratch C2 aux championnats du monde de Glasgow, les autres titres ayant été remportés par le français Alexandre Léauté ; il décroche également une médaille de bronze sur l'omnium.

## Palmarès handisport

### Championnats du monde de paracyclisme sur piste
- Championnats du monde de paracyclisme sur piste 2023 à Glasgow   Écosse
  -  Médaille d'or en course scratch C2
  -  Médaille de bronze en omnium C2

### Championnats du monde de paracyclisme sur route
- Championnats du monde de paracyclisme sur route 2022 à Baie-Comeau  Canada
  -  Médaille d'argent de la course en ligne C2